# Шолбея
Шолбея — река в России, протекает по Килемарскому району Республики Марий Эл. Устье реки находится в 99 км от устья Рутки по правому берегу. Длина реки составляет 10 км.
Исток реки в болотах северо-западнее села Большой Шудугуж в 27 км к северо-западу от посёлка Килемары. Река течёт на восток, всё течение проходит по ненаселённому лесу.

## Данные водного реестра
По данным государственного водного реестра России, относится к Верхневолжскому бассейновому округу, водохозяйственный участок реки — Волга от устья реки Ока до Чебоксарского гидроузла (Чебоксарское водохранилище), без рек Сура и Ветлуга, речной подбассейн реки — Волга от впадения Оки до Куйбышевского водохранилища (без бассейна Суры). Речной бассейн реки — Верхняя Волга до Куйбышевского водохранилища (без бассейна Оки).
Код объекта в государственном водном реестре — 08010400312110000044003.